# Blågölen (Tveta socken, Småland)
Blågölen är en sjö i Hultsfreds kommun i Småland och ingår i Emåns huvudavrinningsområde.